# 正力マイクロ波事件
正力マイクロ波事件（しょうりきマイクロはじけん）、または正力事件、正力マイクロ事件、正力マイクロウェーブ事件とは、1950年（昭和25年）6月1日に電波三法が施行され、公共と民間の放送事業体が並存された日本で起きた政治事件である。1954年（昭和29年）暮れの参議院通信委員会決議により決着したとされる。事件名は、中心的役割を果たしたとされる正力松太郎に由来する。マイクロ波とは極超短波の無線伝送方式による通信中継システムを指す（詳細は後述）。

## 概要
アメリカの対日政策転換期（逆コース当時）、アメリカ中央情報局（CIA）が正力松太郎に対し、アメリカ国務省及びアメリカ対日協議会の橋渡しを得て、合衆国輸出入銀行より1000万米ドルもの巨額の借款の斡旋を企てたことで知られる。
正力は資金で日本における多目的のマイクロ波通信網を設置するが、実際には技術面を含めて一切アメリカが主導するという筋書きである(背景は後述)。名目は、正力が運営するテレビ局・日本テレビ放送網（日テレ）の放送中継のためのマイクロ波中継リレー網の構築であった。アメリカの口利きとはいえ、正力が実際に借款を受けるためには、日本政府が正力へマイクロ波通信網の設置を許可する、正力が日本政府の代理人であるという、公式な保証が不可欠であった。
この計画の主眼はテレビ局（放送）ではなく通信網（通信）であったが、当時の日本では、まずテレビ放送は公共放送であるNHK（日本放送協会）を含めて行われていなかった。
電波監理委員会は1950年6月1日に設置された総理府の外局だが、日本政府から独立して電波監理の業務を執行できる行政委員会として発足。正力としては、この委員会より予備免許を取得し、日テレを開局しなければ「通信」へたどり着けないという道のりであった。
さらにアメリカ主導での設置に、政界・官界・労働界・NHK・民間企業からなる大派閥であり、通信放送分野を牽引してきた旧逓信省グループ（逓信グループ）の反発があるのは明らかであった。後継の郵政省を中心とした「ファミリー」は、後年に財政投融資の金脈も含めて批判を浴びたが、通信・放送における規格や方式を統一し実用化する道筋で、「日本株式会社」で発展するため、その役割を果たしていく。
政界には与野党を含めて、逓信グループを支持母体や出身母体とする有力者が多くいた。彼らから見れば、正力の行為は「横紙破り」と映った。正力派は日テレの開局を現実のものとするべく、まず電波監理委員会へ圧力をかけ、アメリカ主導で運営される技術面にあわせ、最終的には予備免許をNHKよりも早く取得した（1952年7月31日）。
この過程で、委員会のトップで俳人でもある富安謙次は、正力のアクの強さに辟易し職を投げ出し、委員会の事務局であった電波監理総局が、時間切れにより無線局免許状交付を阻止しようとした態度に、委員の一人であった坂本直道（坂本龍馬を生んだ坂本家の当主）が腹を立てて脅し挙げ、公聴会ではアンテナの八木秀次とテレビの高柳健次郎が対峙した「メガ論争」など様々なドラマを生んだ。正力派は反対派に対し、「マイクロ波通信網は公共企業体や保安隊へ自由に利用させることで問題はない」と説明したが、そもそも無理筋の話であり、世間にも密約説が広まった。
「正力にマイクロ波は任せる」という保証を出させようとした吉田茂は、「通信網は公共企業体へ任せる」と結論を出したが、その後内閣総理大臣を辞任。また電波監理委員会は1952年7月31日に解散し、連邦通信委員会の日本版として期待された委員会行政も潰された。

## 電波三法とマイクロ波
電波三法は太平洋戦争前の電波の政府管掌の反省の上にたち、電波を民間に開放し公共福祉のための規制をつくる事を目的とする。具体的には、同一の周波数帯域利用での混信を防ぎ、社会的には電波の独占が生じないように規制する事である。また、社団法人から特殊法人へ衣替えした日本放送協会（NHK）は、日本全国で受信できるように放送する事を使命とする自治機関へ再生した。官庁から独立したスタンスで電波監理されるように、電波法・放送法の実体法とともに電波監理委員会設置法が施行され、委員会行政が敷かれる。総理府の外局だが、委員会のメンバーは国会の同意を得て内閣総理大臣が任命する事により、独立性と透明性を保つ事とした。極端に言えば立法（規則制定権）、司法（聴聞）と三権を束ねる強力な権限を持っていた存在だが、現実には2年で廃止（詳細は後述）。この時点では「放送における表現の自由が守られ健全な発展を遂げる事」が希求されていた。
マイクロ波とは電波の一種である。波長が短く強い指向性をもつため搬送できる情報が多く、アンテナや消費電力が小さくすむ利点を持つが、送信距離が短く障害物に弱い。1940年代後半よりレーダー研究から離れた人材が各国で研究を進め、通信分野においては同軸ケーブルとともに長距離伝送路としての役割を担っていくが施設設置に時間がかからず、初期投資が抑えられる点がメリットである。アメリカではAT&Tが大陸横断のテレビ中継システムを完成させ、州際通信と国際通信を規制するFCCによる、1959年の周波数帯域の自由化（above 890）まで独占体制を築くことになる。通信・放送分野で中継効果を得るためには、例えば生駒山と霊山のような見通しの良い場所同士の頂上に受信用また送信用パラボラアンテナと中継器を設置して、山頂と山頂を電波で繋ぐマウンテン・トップ方式が採用された。

## 電波監理委員会について
1950年、電波三法により電波が民間に開放された結果、当時の電波行政を管掌していた電波監理委員会（以下「委員会」）は、放送局の開局免許に関する申請を9月末で72件受理している。許認可権を持つ委員会は基準に適合するか審査の上で、1951年の4月に第1回の予備免許（放送設備設置の許可）を16社へ交付している。免許を交付されたのは全てラジオ局であり、テレビ局に関する申請も提出されていたが審査はなかった。
世田谷区砧のNHK放送技術研究所（以下「NHK技研」）に設置された実験局は、東京や全国の主要都市でテレビの公開実験を続けており、また読売新聞も1951年の元旦にテレビ放送実験を開始すると社告記事を掲載して世間の耳目を集めていた。委員会にとってもテレビ免許問題は避けられる状況ではなく1951年5月、衆議院本会議から「テレビジョン実施促進に関する決議」が出され、速やかに有効適切な措置をとるよう行政は求められている。1951年4月の免許交付から数日後、アメリカ側の招待により委員会の委員4名が渡米し、テレビ放送の視察を行っている。

## 柴田秀利のロビー活動
視察団にはNHKの解説委員だった柴田秀利も随行し、ワシントンD.Cではカール・ムント上院議員と会談を行っている。1950年に共産主義に対抗するため、日本を含むアジア太平洋地域で「ボイス・オブ・アメリカ」（VOA）の映像版である「ビジョン・オブ・アメリカ」を発信するための放送網構想を公表したムントに対し、柴田は日本におけるテレビ放送網は日本人が運営すべきであり、その中心人物は正力こそ相応しいが、現在の彼は公職追放処分中であると伝えている。
1948年の暮れに、三極真空管発明者として有名なリー・ド・フォレストが発明家の皆川芳造に対し、日本でテレビ放送を運営する計画を持ちかけ、皆川が新聞人である正力に対し放送局の運営を勧めた事により、日本の民間テレビ放送が胎動したとするのが通説である。しかし、フォレスト・皆川ルートでの働きかけは正力自身が公職追放中だった事、また連合国軍最高司令官総司令部（GHQ）が承認しなかったことから成功はしなかった。
ムントは柴田の説明に対して、正力への協力を約束する。会談を終えた柴田はサンフランシスコに寄るが、アメリカに視察に来ていた古垣鉄郎NHK会長の一行とホテルロビーで偶然の再会を果たす。帰国後はテレビ分野に進出するつもりと抱負を語る柴田に対し、古垣たちは「あまり勝手な動きはしないで解説の仕事に戻っては」と冷淡な態度を見せている。

## 公共放送の立場
古垣は後にフランス大使となってレジオン・ド・ヌール勲章を受勲した人物となったが、この時は高野岩三郎会長の後任として日本放送協会（以下「NHK」）の舵取りを任されていた。今回の視察旅行も、イギリスとアメリカのテレビ放送の運営について研究するのがテーマであった。NHK技研は戦前より続けていたテレビ研究を1946年1月より再開、1950年11月には定期実験放送を開始していた。また中継回線についてもマイクロ波中継の試作装置の開発を進め、翌年の暮れに完成させる事になる。テレビ放送の実現のために布石を打っているNHKだが、問題はラジオに比べてテレビ受信機はその数が圧倒的に少ない点であり、受信環境の整備にあった。
国内の製造機器メーカーの技術も外国に比べ遅れており、まだ量産体制に入っていなかった状態では「テレビは時期尚早」の声も少なからず聞こえていた。古垣も開発研究の動きを見てから「カラーテレビから始めてみても」と口にしている現状の日本では、民間テレビ放送局を立ち上げても採算が取れるとは思えず、古垣たちは柴田が「テレビに進出する」と言った事について「アメリカで作った古い受像機を日本のテレビメーカーに売ろうとしているのか」ぐらいにしか考えていなかった。

## 正力構想
柴田・ムント会談の結果、その年の8月22日にアメリカの通信技術の専門家3名が来日する。公職追放が解除された正力は翌年の1952年9月4日の読売新聞にマイクロ波中継構想を公表する。後に構想は二転三転するが、骨子としては「日本の山頂にアンテナを設置して（マウンテン・トップ方式）中継システムを構築。東京から日本中にテレビ放送を広げる。余った帯域分は日本電信電話公社（電電公社）に貸与して長距離通信網やデータ通信に利用してもらう」といった内容である。10月に正力は日本テレビ放送網（NTV）の開局免許の申請を委員会へ提出した。CIAの命名した作戦名「ポダルトン」（Podalton）とはNTVのコードネームである。

## マイクロ中継回線
マイクロ中継回線は、イギリスのSTC（Standard Telephones and Cables）社の技術導入、日本電気と電気通信開発所が国産送信機を、三菱電機がアンテナを開発したことにより、日本電信電話公社（以下『電電公社』）が東京 - 名古屋 - 大阪間に完成した（1953年8月着工、1954年4月15日完成。NTT中継回線参照）。

## その他
日本初のテレビ局予備免許は日本テレビに下りたものの、結局最初に放送を開始したのはNHKであった。NHKも当初は自前でマイクロ回線を運用していたものの、電電公社が回線を運用し始めると自前回線を廃して電電公社回線に切り替えた。